# Jonas Eisinger
Jonas Eisinger (15. September 1844 in Merchingen – 4. Juni 1914 in Stebbach) war Ratschreiber in Stebbach und wurde dort 1912 zum Ehrenbürger ernannt. Die Ehrenbürgerschaft wurde ihm jedoch 1936 posthum aufgrund seines jüdischen Glaubens wieder entzogen.

## Leben
Jonas Eisinger wurde als Sohn des Pfeiffer und der Rösle Eisinger geboren. In den 1860er Jahren nahm er die Stelle als Rabbiner der jüdischen Gemeinde Stebbach an. Bei dieser kleinen jüdischen Gemeinde war er zugleich Vorbeter und Lehrer der jüdischen Kinder. In der Mitte des 19. Jahrhunderts hatte Stebbach etwa 880 Einwohner, von denen ca. 13 % jüdischen Glaubens waren.
Im Jahr 1872 wurde Jonas Eisinger zum Ratschreiber der Gemeinde Stebbach ernannt, einem selbständigen Dorf im Bezirksamt Eppingen. Jonas Eisinger heiratete 1875 Jette geb. Eisemann (* 6. August 1854; † 7. September 1924), die aus einer seit langem in Stebbach ansässigen jüdischen Familie stammte. Aus dieser Ehe entstammten die Kinder Bernhard (* 1877) und Elsa (* 1879). Nach 40 Dienstjahren wurde Jonas Eisinger 1912 in den Ruhestand versetzt und erhielt für seine großen Verdienste um die Gemeinde die Ehrenbürgerwürde von Stebbach verliehen. In der Zeit des Nationalsozialismus wurde ihm diese 1936 auf Grund seines jüdischen Glaubens offiziell wieder entzogen, obwohl er bereits 1914 gestorben war. Jonas Eisinger wurde auf dem jüdischen Friedhof in Eppingen bestattet.

## Nachkommen
Sein Sohn Bernhard ließ sich um 1900 in Marseille nieder und baute ein Getreidehandelsunternehmen auf, das bald weltweite Geschäftsbeziehungen hatte. Bernhard Eisinger war mit Alice, geb. Siegel, aus Mülhausen im Elsass verheiratet. Aus dieser Ehe entstammen Roger (1913–1992) und Eliane (* 1916).
Roger Eisinger, der Enkel des Stebbacher Ehrenbürgers Jonas Eisinger, lebte, nachdem er in den 1960er Jahren seine Arbeit als Getreidehändler aufgegeben hatte, als Schriftsteller in Marseille. Er schrieb unter dem Pseudonym Emmanuel Eydoux Gedichte und Theaterstücke.